# Club de Remo Mecos
El Club de Remo Mecos es un club de remo del municipio pontevedrés de El Grove.
Fue fundado en 1980 y desde entonces ha ido creciendo gracias principalmente al patrocinio de la empresa de agua embotellada Mondariz. Participó en la primera edición (2003) de la Liga ACT (de la que quedó subcampeona) y en las siguientes hasta la de 2007 en la que se consumó su descenso a la Liga Noroeste de Traineras en la que milita desde entonces.

## Palmarés
- 1 Bandera de Erandio: 1995.
- 1 Bandera de la Sociedad Deportiva de Remo Castro Urdiales: 2002.
- 1 Bandera de Fuenterrabía: 2003.
- 1 GP de Astillero: 2003.
- 1 Bandera del Real Astillero de Guarnizo: 2003.
- 1 Bandera de Coruxo: 2006.
- 2 Banderas Memorial Fco. Alonso Loureiro: 2006 y 2008.
- 1 Bandera de Pontevedra: 2007.
- 1 Bandera de Boiro: 2009.
- 2 Banderas Teresa Herrera: 2002 y 2009.
- 1 Bandera de Redondela: 2009.
- 1 Bandera de Villagarcía: 2009.